# Mircea Constantinescu (actor, n. 1952)
Pentru un actor născut în 1904, vedeți Mircea Constantinescu (actor, 1904–1972).
Mircea Constantinescu (n. 24 ianuarie 1952, București) este un actor român de teatru și film, regizor precum și profesor de arta actorului la UNATC I.L.Caragiale București.

## Biografie
S-a născut la 24 ianuarie 1952 la București. A absolvit IATC I.L.Caragiale București în 1975, la clasa profesoarei Sanda Manu. În același an este repartizat la Teatrul de Stat din Oradea, unde începe să fie distribuit în general în roluri de tânăr răzvrătit, nonconformist, rebel. Rolul care avea însă să îl lanseze a fost AA, din piesa Emigranții de Sławomir Mrożek, în care juca alături de fostul său coleg de facultate Radu Vaida. Pentru acest rol, Constantinescu a primit în 1977 premiul pentru interpretare la Festivalul de Teatru de la Piatra Neamț și a fost foarte lăudat în presa de specialitate a vremii.
În 1975 are loc premiera mondială a piesei Fontana di Trevi de Gian Lorenzo Bernini la Teatrul de Stat Oradea, piesă unde Mircea Constantinescu este și interpret, și asistent de regie. Ultimul spectacol în care actorul joacă la Teatrul din Oradea este un one-man show din 1980, Strângând a vremii trudă într-un ceas, conceput de actor pe baza unor texte scrise de mari autori ai lumii, precum Anton Cehov, William Shakespeare, Ion Luca Caragiale, Mihai Eminescu, Bertolt Brecht, Maxim Gorki, Eschil, Ben Jonson, Johann Wolfgang von Goethe, Jean-Paul Sartre, Edmond Rostand, Camil Petrescu și Lucian Blaga. Ideile transmise de acest spectacol au fost că arta nu imită, nu copiază, ci creează viață, iar teatrul este mai mult decât viață. Printre temele de meditație propuse s-au numărat cosmogonia, iubirea, istoria, libertatea sau fericirea. 
În 1981 vine prin concurs la Teatrul Odeon din Capitală, unde joacă și în prezent cu aceeași dăruire. S-a impus prin stilul său unic de a vorbi pe scenă, cu foarte mult patos, ajungând și colaborator al Teatrului Național Radiofonic, unde a interpretat mai bine de 100 de roluri. În 2009 devine doctor în teatru cu lucrarea De spectaculis și a fost profesor asociat în cadrul UNATC I.L.Caragiale București începând din 1985 până în 2017.
A fost căsătorit cu Alexandrina Constantinescu și au avut împreună o fată, Cristina, și ea actriță.

## Roluri în teatru

### Teatrul de Stat Oradea
- Udrea – Steaua fără nume de Mihail Sebastian, regia Szombati Gille Otto, 1975
- Wilson – Bomba zilei de Ben Hecht, regia Szombati Gille Otto, 1976
- Adrian – Balconul de D.R.Popescu, regia Alexandru Colpacci, 1976
- Reporterul – Marea gară nouă de Victor Frunză, regia Szombati Gille Otto, 1976
- Oviello – Fontana di Trevi de Gian Lorenzo Bernini, regia Sergiu Savin, 1976
- Russel – Hotărârea de Mircea Bradu, regia Alexandru Colpacci, 1977
- Pepelea – Sânziana și Pepelea de Vasile Alecsandri, regia Sergiu Savin, 1977
- Soldatul – 1877 de Viorel Horj, regia Szombati Gille Otto, 1977
- Viorel Scurtuleț – Piatră la rinichi de Paul Everac, regia Szombati Gille Otto, 1977
- AA – Emigranții de Sławomir Mrożek, regia Alexandru Colpacci, 1977
- Ciriviș – Capul de rățoi de George Ciprian, regia Sergiu Savin, 1978
- Ralph Austin – Fluturii sunt liberi de Leonard Gershe, regia Szombati Gille Otto, 1978
- Bucur – Occisio Gregorii in Moldavia Vodae tragice expressa de Samuil Vulcan, regia Ion Olteanu, 1978
- Leandre – Vicleniile lui Scapin de Molière, regia Domnița Munteanu, 1978
- Ricco Verri – Astă-seară se improvizează de Luigi Pirandello, regia Alexandru Colpacci, 1978
- Corifeul – Rhesos de Euripide, regia Sergiu Savin, 1979
- Despreux – Madame sans gêne de  Victorien Sardou și Émile Moreau, regia Szombati Gille Otto, 1979
- Lorenzo – Inima de Mircea Bradu, regia Alexandru Colpacci, 1979
- Ștefan Tipătescu – O scrisoare pierdută de Ion Luca Caragiale, regia Alexandru Colpacci, 1979
- Zapo – Picnic pe câmpul de luptă de Fernando Arrabal, regia Magda Bordeianu, 1980
- Gabi – Noi, bărbații de Méhes György, regia Gábor József, 1980

### Teatrul Odeon
Sursa: 
- Joey – Povestea unei iubiri de Terence Rattigan, regia George Teodorescu, 1980
- Omul-cal – Woyzeck de Georg Büchner, regia Alexa Visarion, 1981
- Cocoșelul – Cocoșelul neascultător de Ion Lucian, regia Ion Lucian, 1981
- Mircea – Șapte martori de Peter Karvas, regia Constantin Gheorghiu, 1982
- Zidarul tânăr – Zidarul de Dan Tărăchilă, regia Tudor Mărăscu, 1982
- Macar – Serenadă târzie de Aleksei Arbuzov, regia Geta Vlad, 1984
- Ospătarul – Front atmosferic de György Csávossy, regia Mihai Lungeanu, 1984
- Nikita Lihacev – Jocuri crude de Aleksei Arbuzov, regia Dinu Cernescu, 1985
- Gică Hau-Hau – Să nu-ți faci prăvălie cu scară de Eugen Barbu, regia Sanda Manu, 1985
- Tânărul – Așteptăm pe altcineva de Paul Ioachim, regia Tudor Mărăscu, 1986
- Crainicul – Regele Lear de William Shakespeare, regia Mihai Marin, 1988
- Gardian – ...au pus cătușe florilor... de Fernando Arrabal, regia Alexander Hausvater, 1991
- Negustorul – Mincinosul de Carlo Goldoni, regia Vlad Mugur, 1991
- Primarul Londrei – Richard al-III-lea de William Shakespeare, regia Mihai Măniuțiu, 1994
- Trilețki – Don Juan a la Russe după Anton Cehov, regia Gelu Colceag, 1997
- Ofițer – Frații Karamazov de Feodor Dostoievski, regia Alexandru Vasilache, 1998
- Lopez – Saragosa - 66 de zile de Jan Potocki, regia Alexandru Dabija, 1999
- Haralampi Spiridonovici Dîmba – Nuntă cu răpiri de Anton Cehov, regia Beatrice Rancea, 2000
- Pandolfo – Cafeneaua de Carlo Goldoni, regia Dragoș Galgoțiu, 2000
- Kiepert – Îngerul albastru de Heinrich Mann, regia Răzvan Mazilu, 2001
- Ofițerul pilot – Cartofi prăjiți cu orice de Arnold Wesker, regia Alice Barb, 2001
- Conducătorul caravanei – Alchimistul de Paulo Coelho, regia Anca Maria Colțeanu, 2002
- Asistent – Morți și vii de Ștefan Caraman, regia Ana Mărgineanu, 2002
- Orășean – Conu Leonida față cu reacțiunea de Ion Luca Caragiale, regia Mihai Măniuțiu, 2002
- Shakebag – Arden din Feversham după un autor englez anonim din secolul al-XVI-lea, regia Dragoș Galgoțiu, 2003
- Paulo Coelho – Veronika se pregătește să moară de Paulo Coelho, regia Gelu Colceag, 2003
- Leonid Andreevici Gaev – Livada de vișini de Anton Cehov, regia Sorin Militaru, 2004
- Bufonul – Cymbeline de William Shakespeare, regia Laszlo Bocsardi, 2005
- Pilulă – Aventurile lui Habarnam de Nikolai Nosov, regia Alexandru Dabija, 2005
- Charlotte von Mahlsdorf – Sunt propria mea soție de Doug Wright, regia Beatrice Rancea, 2007
- Doctorul – Ionesco - cinci piese scurte de Eugen Ionescu, regia Alexandru Dabija, 2007
- Hangiul – Ultima femeie a seniorului Juan de Leonid Juhovițki, regia Vladimir Granov, 2007
- Lou – Camera de hotel - o trilogie de Barry Gifford, regia Alexandru Dabija, 2008
- Theseus – Pyramus & Thisbe 4 You după William Shakespeare, regia Alexandru Dabija, 2009
- Vanitosul – Micul prinț de Antoine de Saint-Exupéry, regia Carmen Lidia Vidu, 2011
- Luciano Zavani – Când Isadora dansa de Martin Sherman, regia Răzvan Mazilu, 2012
- Flake – Ascensiunea lui Arturo Ui poate fi oprită de Bertolt Brecht, regia Dragoș Galgoțiu, 2012
- Imy – Poveste despre tatăl meu de Radu F. Alexandru, regia Gelu Colceag, 2014
- Ludovic al-XV-lea – Casanova după Giacomo Casanova, regia Dragoș Galgoțiu, 2015
- Colonelul Kraus – Švejk după Jaroslav Hašek, regia Alexandru Dabija, 2016

### Colaborări
- Chremes – Eunucul de Publius Terentius Afer, regia Mihai Mălaimare, 1985 (Teatrul Bulandra)
- Geronte – Vicleniile lui Scapin de Molière, regia Alexandru Dabija, 1985 (Teatrul Nottara)
- Orgon – Tartuffe de Molière, regia Laurian Oniga, 1987 (Studioul de teatru Cassandra)
- Domnul Clovn - Clovnii, regia Mihai Mălaimare, 1988 (Teatrul Național București)
- Persoana însemnată – Mantaua de Nikolai Gogol, regia Mihai Mălaimare, 1989 (Teatrul Național București)
- Luca – Azilul de noapte de Maxim Gorki, regia Mircea Rusu, 2014 (Palatul Național al Copiilor București)

## Teatru radiofonic
- Nicholas Nickleby de Charles Dickens, regia artistică Titel Constantinescu, 1987
- Leonardo da Vinci de Alexandru Kirițescu, regia artistică Leonard Popovici, (1988)
- Ubu Rege de Alfred Jarry, regia artistică Titel Constantinescu, (1990)
- Cinci piese scurte de Eugen Ionescu, regia artistică Alexandru Dabija, 2010
- Din teatrul lumii. Cinci personaje în interpretarea actorului Mircea Constantinescu, regia artistică Vasile Manta, 2011

## Activitate regizorală
- Fontana di Trevi de Gian Lorenzo Bernini, Teatrul de Stat Oradea, 1976 (asistent de regie)
- Eunucul de Publius Terentius Afer, Teatrul Bulandra, 1985 (asistent de regie)
- Baba Hârca de Matei Millo, Studioul de teatru Casandra, 1987
- Mincinosul de Carlo Goldoni, Teatrul Odeon, 1991 (asistent de regie)
- Hora domnițelor de Radu Stanca, Academia de arte Luceafărul București, 1996
- Cerere în căsătorie de Anton Cehov, Academia de arte Luceafărul București, 1999
- Flecărelile femeilor de Carlo Goldoni, Universitatea Hyperion București, 2006
- Stele în lumina dimineții de Aleksandr Galin, Universitatea Hyperion București, 2006
- Gâlcevile din Chioggia de Carlo Goldoni, Universitatea Spiru Haret București, 2007
- Gâlcevile din Chioggia de Carlo Goldoni, UNATC I.L.Caragiale București, 2010
- Domnișoarele din Avignon de Jaime Salom Vidal, Universitatea Spiru Haret București, 2011
- Prețioasele ridicole de Molière, Universitatea Spiru Haret București, 2011
- Gâlceava zeilor de Radu Stanca, Palatul Național al Copiilor București, 2014
- Anișoara și ispita de Alexandru Kirițescu, UNATC I.L.Caragiale București, 2016

## Filmografie
- Mai presus de orice (1978)
- Bietul Ioanide (1980)
- Mai presus de orice (1980)
- Ștefan Luchian (1981)
- Așteptînd un tren (1982)
- Scopul și mijloacele (1984)
- Pas în doi (1985)
- Rochia albă de dantelă (1989)
- Ce-ai cu mine, Doamne? (1995) - ca Tudor Arghezi[4]
- Hideous! (1997), regia Charles Band
- Femeia în roșu (1997)
- Omul zilei (1997)
- Trenul vieții (1998)
- Aliens in the Wild, Wild West (1999)
- Mimic 3: Sentinel (2003)
- Hellraiser: Deader (2005)
- Umilință (2011)
- Poveste din trecut (2017)
- Portrete în pădure (2017), regia Dinu Tănase
- Octav (2017)

## Premii și distincții
- Premiul pentru interpretare în cadrul Festivalului de Teatru Piatra Neamț, pentru rolul AA din spectacolul Emigranții de Sławomir Mrożek, 1977
- Premiul pentru interpretare în cadrul Festivalului de Teatru Satu Mare, pentru rolul Adrian din spectacolul Balconul de D.R.Popescu, 1978
- Marele premiu pentru întreaga echipă în cadrul Ediției a-II-a a Săptămânii Teatrului Scurt, pentru spectacolul Occisio Gregorii in Moldavia vodae Tragedice Expressa de Samuil Vulcan, 1978
- Premiul de excelență pentru întreaga echipă în cadrul Galei UNITER, pentru spectacolul ...au pus cătușe florilor... de Fernando Arrabal, 1992
- Premiul de excelență pentru întreaga echipă în cadrul Galei UNITER, pentru spectacolul Richard al-III-lea de William Shakespeare, 1994
- Premiul Consiliului Britanic pentru întreaga echipă, pentru spectacolul Cartofi prăjiți cu orice de Arnold Wesker, 2002